# Año de las Naciones Unidas del Diálogo entre Civilizaciones
2001 fue proclamado Año de las Naciones Unidas del Diálogo entre Civilizaciones mediante la resolución A/RES/53/22, adoptada el 4 de noviembre de 1998 por la Asamblea General de las Naciones Unidas en su 53.º período de sesiones. Este evento marcó un compromiso colectivo de la comunidad internacional para promover la comprensión mutua y la cooperación entre las culturas y civilizaciones del mundo, especialmente en vísperas del tercer milenio. La iniciativa buscó destacar el papel crucial del diálogo en la promoción de la paz, la armonía social y el entendimiento intercultural.
La proclamación se fundamentó en valores universales como la tolerancia, el respeto a la diversidad y el reconocimiento de los logros de las civilizaciones humanas como patrimonio colectivo de la humanidad. Además, se consideró que el diálogo constructivo entre civilizaciones es esencial para eliminar amenazas a la paz y fortalecer las relaciones internacionales.

## Actividades y alcance
Durante este año se llevaron a cabo múltiples iniciativas destinadas a promover la comprensión mutua y la cooperación entre culturas y civilizaciones. Estas acciones se centraron en resaltar el diálogo como herramienta fundamental para la paz y la armonía social.
Los gobiernos y las organizaciones internacionales, con el apoyo de entidades como la UNESCO, desempeñaron un papel clave en la organización de conferencias y seminarios internacionales. Estos eventos reunieron a expertos, académicos y representantes de diversas culturas para debatir estrategias que fomentaran la interacción positiva y la resolución de conflictos a través del entendimiento mutuo. Las reuniones sirvieron también como espacios para el intercambio de ideas y la construcción de vínculos entre civilizaciones.
Además, se promovieron estudios e investigaciones que destacaron los logros históricos de las civilizaciones y su contribución al desarrollo humano. La difusión de estos materiales buscó sensibilizar a las comunidades sobre el valor de la diversidad cultural y la importancia del respeto mutuo. Paralelamente, los programas educativos tuvieron un papel destacado al involucrar a jóvenes y comunidades en actividades que promovieran el entendimiento intercultural. En este contexto, se organizaron exposiciones, festivales y otras actividades culturales que celebraron el patrimonio colectivo de la humanidad.
El financiamiento de estas actividades se basó en contribuciones voluntarias de los Estados miembros, el sector privado y organizaciones no gubernamentales, lo que permitió un enfoque inclusivo y la participación de diversos actores internacionales.
En conjunto, estas actividades reafirmaron la importancia del diálogo como pilar para la convivencia pacífica y sentaron las bases para futuras iniciativas globales orientadas al entendimiento y la cooperación entre pueblos.